# Villanueva Mesía
Villanueva Mesía és un municipi de la província de Granada, situat a la comarca de Loja, té 11 km² i una població de 2.127 habitants (2005).
Al nord limita amb el municipi de Montefrío, a l'est amb el municipi de Íllora, al sud amb el municipi de Moraleda de Zafayona, al sud-oest amb Huétor Tájar, i a l'oest amb Loja.

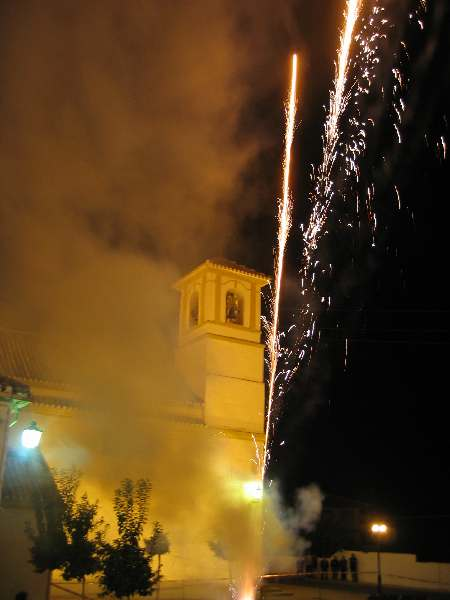
Villanueva Mesía